# Swinging Heart
「Swinging Heart」（スウィンギング・ハート）は、日本の声優・歌手である鬼頭明里の1枚目のシングル。2019年10月16日にポニーキャニオンから発売された。

## 背景
本作は、鬼頭の誕生日でもある2019年10月16日にデビューシングルとして発売された。デビューが決まった鬼頭は「昔から歌うことが好きでしたが、自分がアーティストとして歌を出させて頂くことになるなんて思ってもみなかったので、不安とワクワクが入り混じっていて、不思議な感覚です」とコメントしている。

## 音楽性

### Swinging Heart
表題曲であるこの楽曲は、爽やかなロックテイストに仕上がっている楽曲となっており、鬼頭は「普段声優の仕事をしている時にはあまり出すことのない『自分』の部分を出来るだけ出せるように意識しました」とコメントしている。

### dear my distance
カップリング曲であるこの楽曲は、テレビアニメ『超人高校生たちは異世界でも余裕で生き抜くようです!』のエンディングテーマに起用された。この楽曲はミディアムバラードとなっており、鬼頭は「作品の締めの部分を自分の楽曲が飾ると思うと強い責任感を感じてます」とコメントした上で、「初のTVアニメのタイアップ曲ということで思い入れも強く、気合いを入れてレコーディングさせて頂きました」と述べている。

### Always Going My Way
もう一つのカップリング曲であるこの楽曲は、今回収録されている楽曲の中で一番早くレコーディングが終えたという。レコーディングが行われたときに、鬼頭は「その場にいた作曲家さんやスタッフの皆さんでレコーディングしたのがとても楽しかったです」とコメントしている。

## プロモーション
本作品の発売に合わせ、秋田書店から発行されている声優雑誌『声優パラダイスR Vol.32』に総力特集として巻頭グラビアやインタビューが掲載されたものが発売された。
シングル発売後である2019年10月16日から11月2日にリリースイベントを全国8か所にて開催された。日程は以下の通り。
| 日程           | 都道府県 | 会場                               | 内容                       | 備考      |
| -------------- | -------- | ---------------------------------- | -------------------------- | --------- |
| 2019年10月16日 | 東京都   | 科学技術館サイエンスホール         | ミニライブ・トークステージ |           |
| 2019年10月19日 | 東京都   | とらのあな秋葉原店C イベントフロア | お渡し会                   |           |
| 2019年10月19日 | 東京都   | アニメイト秋葉原本館 7F            | お渡し会                   | 全2回開催 |
| 2019年10月19日 | 東京都   | AKIHABARAゲーマーズ本店            | トークイベント             |           |
| 2019年10月27日 | 大阪府   | animateO.N.SQUARE HALL 3F          | ミニトーク・ミニライブ     |           |
| 2019年10月27日 | 大阪府   | ゲーマーズなんば店                 | ミニトーク・ミニライブ     |           |
| 2019年11月2日  | 愛知県   | 第1アメ横ビル                      | ミニライブ・お渡し会       | 全2回開催 |
| 2019年11月2日  | 愛知県   | 第三太閤ビル                       | ミニライブ・お渡し会       |           |

## シングル収録曲
| #         | タイトル                              | 作詞            | 作曲      | 編曲      | 時間  |
| --------- | ------------------------------------- | --------------- | --------- | --------- | ----- |
| 1.        | 「Swinging Heart」                    | 磯谷佳江        | 小野貴光  | 玉木千尋  | 3:29  |
| 2.        | 「dear my distance」                  | 石倉誉之・yuiko | 石倉誉之  | 石倉誉之  | 4:05  |
| 3.        | 「Always Going My Way」               | 吉田詩織        | 立山秋航  | 立山秋航  | 3:55  |
| 4.        | 「Swinging Heart」(Instrumental)      |                 |           |           | 3:29  |
| 5.        | 「dear my distance」(Instrumental)    |                 |           |           | 4:05  |
| 6.        | 「Always Going My Way」(Instrumental) |                 |           |           | 3:54  |
| 合計時間: | 合計時間:                             | 合計時間:       | 合計時間: | 合計時間: | 22:57 |

| #  | タイトル                        | 作詞 | 作曲・編曲 |
| -- | ------------------------------- | ---- | ---------- |
| 1. | 「Swinging Heart」(Music Video) |      |            |
| 2. | 「Making Video」                |      |            |

## 参加ミュージシャン
| Swinging Heart - Drums：山本真央樹 - Bass：中村圭 - Guitar：玉木千尋 | dear my distance - Guitar：藤井健太郎 - Bass：土井達也 - All other instruments：石倉誉之 | Always Going My Way - Vocal Direction：立山秋航 - Mixing Engineer：コバヤシタカシ |

## タイアップ
| # | 曲名                 | タイアップ                                                                          | 出典  |
| - | -------------------- | ----------------------------------------------------------------------------------- | ----- |
| 2 | 「dear my distance」 | テレビアニメ『超人高校生たちは異世界でも余裕で生き抜くようです!』エンディングテーマ | [ 7 ] |

## リリース日一覧
| リリース日     | レーベル         | 規格                   | 規格品番   | 形態       |
| -------------- | ---------------- | ---------------------- | ---------- | ---------- |
| 2019年10月16日 | ポニーキャニオン | CD+Blu-ray             | PCCG-01833 | 初回限定盤 |
| 2019年10月16日 | ポニーキャニオン | CD                     | PCCG-01834 | アニメ盤   |
| 2019年10月16日 | ポニーキャニオン | CD                     | PCCG-01835 | 通常盤     |
| 2019年10月16日 | ポニーキャニオン | ハイレゾ               |            |            |
| 2019年10月16日 | ポニーキャニオン | デジタル・ダウンロード |            |            |

## チャート
| チャート                          | 最高 順位 | 出典   |
| --------------------------------- | --------- | ------ |
| オリコン 週間CDシングルランキング | 11        | [ 2 ]  |
| Billboard Japan Hot Animation     | 13        | [ 14 ] |
| Billboard Japan Hot 100           | 91        | [ 3 ]  |
| Billboard Japan Hot Singles Sales | 15        | [ 15 ] |

## 収録作品

### アルバム
| 楽曲                | アルバム  | 発売日        | 備考                  |
| ------------------- | --------- | ------------- | --------------------- |
| Swinging Heart      | 『STYLE』 | 2020年6月10日 | 1stオリジナルアルバム |
| dear my distance    | 『STYLE』 | 2020年6月10日 | 1stオリジナルアルバム |
| Always Going My Way | 『STYLE』 | 2020年6月10日 | 1stオリジナルアルバム |